# Euphorbia coniosperma
Euphorbia coniosperma là một loài thực vật có hoa trong họ Đại kích. Loài này được Boiss. & Buhse mô tả khoa học đầu tiên năm 1860.